# Médaille saint-Liboire pour l'unité et la paix
La médaille saint-Liboire pour l'unité et la paix récompense une personnalité qui, sur des bases chrétiennes, a contribué à l'unité pacifique de l'Europe. Elle est remise par le diocèse catholique de Paderborn en Allemagne, en principe tous les 5 ans.
Elle fut créée en 1977 selon la volonté de l'archevêque de Paderborn, alors en Allemagne de l'Ouest. Elle doit son nom à Liboire du Mans, qui a été, selon la tradition, évêque du Mans au IVe siècle et saint patron de Paderborn.
Récipiendaires
- 1982 : Johannes Willebrands
- 1986 : Pierre Pflimlin
- 1992 : Csilla Freifrau von Boeselager
- 1997 : Wladyslaw Bartoszewski
- 1999 : Helmut Kohl
- 2002 : L'archiduc Otto de Habsbourg-Lorraine
- 2007 : Jean-Claude Juncker[1]